# Jean Kasusula
Jean Kasusula (Kisangani, 5 de agosto de 1982) é um futebolista profissional congolês que atua como defensor.

## Carreira
Jean Kasusula representou o elenco da Seleção da República Democrática do Congo de Futebol no Campeonato Africano das Nações de 2015.

## Títulos
RDC
- Campeonato Africano das Nações: 2015 - 3º Lugar.